# Гис, Эмиль
Эмиль Гис (нем. Emil Gies; 26 апреля 1872, Франкфурт-на-Майне — 1937) — немецкий художник, график, реставратор.

## Биография
Эмиль Гис родился во Франкфурте-на-Майне 26 апреля 1872 года. В своём родном городе он посещал Штедтельский институт 1887—1889 годах, где его наставником был Генрих Хассельхорст, и в последующие годы с 1889 до 1891 класс живописи под руководством Франка Кирхбаха (нем. Frank Kirchbach). Он продолжил своё обучение в Париже 1891—1893 годах в частной школе Люка Оливье Мерсона.

1. ↑  askArt — 2000.